# McKenzie-módszer

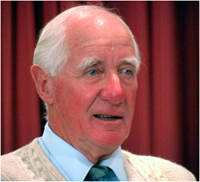
Robin Anthony McKenzie (1931 - 2013)

A McKenzie-módszer (angolul McKenzie method) elsősorban a gerincproblémák sikeres kezeléséről és a sérvműtét megelőzéséről ismert fizioterápiás kezelés, de hatékonyan alkalmazható nyak-, váll és térdpanaszok esetében is. A módszer alapos vizsgálaton alapul, és e vizsgálat eredményére épül az adott páciensre szabott kezelés. A módszert kidolgozójáról, Robin McKenzie új-zélandi gyógytornászról (1931-2013) nevezték el. Azonban a módszer hivatalos neve „MDT = Mechanikai diagnózis és terápia”.
Az MDT elsősorban önkezelésre tanítja a pácienst. A McKenzie terapeuta csak akkor használ manuális fogásokat, ha a páciensnek erre feltétlenül szüksége van. 
Robin McKenzie azt a nézetet képviselte, hogy a beteg önkezelése a legjobb módja a hosszan tartó fájdalommentesség elérésének. Ezzel a beteg felelősségét tudatosítja a saját állapotát illetően.
McKenzie fontos meglátása, hogy az „anatómiai diagnózis“  a gerinc és a végtagok esetén csak ritkán segít a kezelésben. Szerinte hatékonyabb, ha a panaszokat aszerint csoportosítják, mi segít a fájdalom csökkentésében.
A módszer hatékonyan kezeli a kisugárzó fájdalmakat. A kezelés során a terapeuta a megfelelően beállított mozdulatokkal segít „centralizálni” a fájdalmat, azaz elérni, hogy egyre kevésbé sugározzon ki a végtagokba. Ha ez sikerül, akkor ígéretessé válik a további kezelés a fájdalom teljes megszüntetéséig. A terapeuta megtanít a fájdalom kezelésére és megelőzésére is. A módszer fontosnak tartja a helyes tartás (ülés, állás) és a gerinckímélő mozdulatok megtanítását.
A McKenzie módszert sok vizsgálatnak vetették alá és eredményesnek bizonyult. 
A legújabb vizsgálatok szerint az MDT kezelés a hátfájós betegek bizonyos csoportjánál hatékonyabb, mint a kiropraktikai kezelés. 
A McKenzie módszert világszerte sikeresen alkalmazzák, derék-, nyak- és végtagi fájdalmak esetén.

## Magyarországon
- A Magyarországi McKenzie Intézet honlapja